# Rearview Mirror
Rearview Mirror — песня выпущенная 17 мая 2024 в качестве сингла американским автором и исполнителем Грейсоном Ченсом на английском языке в стиле инди-поп.
Популярный музыкальный журнал «Rolling Stone» включил песню в число главных музыкальных новинок недели (в неделю релиза) наряду с песнями Билли Айлиш и других популярных исполнителей. Кроме того, песня была включена в похожий список независимого нью-йоркского журнала о моде и поп-культуре «Paper».
Сингл получил положительные отзывы критиков, как в Америке, так в Европе и Азии.
Ченс неоднократно подтверждал в социальных сетях, что работает над новым студийным альбомом, однако на момент выхода данного сингла ни название альбома, ни дата его выхода не были объявлены. Кроме того, официально не подтверждено, войдёт ли «Rearview Mirror» в предстоящий альбом или нет.

## История
Песня была написана Грейсоном Ченсом в соавторстве с двумя британскими авторами, Джоном Грином и Дэном Гиллспи Селлсом в Нашвилле, штат Теннесси.
В социальных сетях Ченс рассказал, что песня посвящена его бабушке по матери, Каролин Шэфер, которая скончалась в 2020 году. Ченс также посвятил эту песню всем, кто не успел попрощаться со своими близкими. Ченс заявляет, что написание песни «Rearview Mirror» стало «исследованием его терпения»; за прошедший год он написал много песен, пытаясь как артист превзойти и себя и часто заставлял себя работать. Ему потребовалось какое-то время, чтобы поверить в процесс написания песен и в то, что он на это способен. «Rearview Mirror» — первая песня, «посвящённая очень внутренней главе его музыкальной карьеры» и, по его словам, он очень признателен [судьбе], что нашел время, чтобы создать что-то, чем очень гордится.
Автором фотографии для цифровой обложки сингла и художественного оформления является Линус Джонсон, более известный как Линус-И-Его-Камера. Съемки проходили в Лос-Анджелесе, Калифорния. На песню был также снят видеоклип, кадры для которого создал сам Грейсон Ченс, а смонтировал Линус Джонсон. Кадры для клипа Ченс создал во время путешествия в штат Род-Айленд с помощью увеличительного стекла и старой портативной видеокамеры, которые он купил на блошином рынке. Среди кадров, которые можно увидеть в видеоклипе фигурирует фотография его матери датирована концом 1970-х/началом 1980-х, фотография его отца конца 1970-х и фотографии, сделанные его прапрадедом в Перл-Харборе в конце 1930-х.

### Соавторы песни
Джон Грин (англ. Jon Green, также Jonathan Green) — автор песен и музыкальный продюсер из Лондона, Великобритания. Работает в жанрах поп, рок и кантри. Грин сотрудничал с такими музыкантами как:
- Джеймс Бэй (мультиплатиновый дебютный альбом Chaos and the Calm (2017); альбом Electric Light (album)[англ.] (2018))
- Кайли Миноуг
- Linkin Park (альбом One More Light (2017), #1 US Billboard 200)
- Палома Фейт (песня «Surrender» из её альбома The Architect (Paloma Faith album)[англ.], занявшего № 1 в Великобритании)
- Группа Lady A (он является со-автором хита № 1 этой группы «What If I Never Get Over You»)
- Кейн Браун (со-автор альбома Experiment[англ.], возглавившего Billboard 200)
- Кантри-группа Little Big Town (альбом Nightfall (2000), № 1 в чартах Billboard)
- 5 Seconds of Summer, Мэйси Питерс, Aquilo (band)[англ.], Джейсон Мраз, Jack Savoretti[англ.] и другие[6].

Дэн Гиллспи Селлс (также Дэн Селлс) — британский музыкант, исполнитель, гитарист, автор песен. Вокалист в группе The Feeling.

## Акустическая версия песни
6 июня 2024 года Ченс выпустил видео, на котором он в живую исполняет песню на рояле в собственном доме в Оклахома-Сити, штат Оклахома. Режиссёрами клипа стала американская фотограф Бриттани Филиппс (Brittany Phillips) и сам Ченс.

## Отзывы критиков
- Журнал «Wonderland Magazine» положительно оценивает релиз, отмечая «глубоко звучный голос и яркое повествование среди очаровательной, лаконичной постановки», что по мнению критиков только укрепляет место Ченса на современной музыкальной сцене. Песня описывается как «завораживающе красивое отражение, в котором душевный лиризм переплетается с эмоциональными мелодиями», в котором «сияет выразительный вокал Ченса»[4].
- Музыкальный портал «Alfitude» в своём обзоре песни называет песню «прекрасной», а также отмечает, что «трек дарит слушателям лаконичное поп-звучание, одновременно искреннее и трогательное. Эта песня доказывает, что иногда самые сильные музыкальные произведения могут быть и самыми простыми.»[9].
- Независимый нью-йоркский журнал о моде и поп-культуре «Paper[англ.]» называет песню «слезивой балладой» и отмечает, что она добавляет «новый слой в творчество музыканта»[3].
- Американский портал «Queerty» также публикует рецензию на песню в числе главных музыкальных новинок недели. Критик Дрю Филипски отмечает, что начав свою музыкальную карьеру в 2010 году, Ченс постепенно развивался в художественном и личностном плане и песня «Rearview Mirror» является «ненавязчивым и красивым отражением» этого роста. Кроме того, «нежная фортепианная баллада напоминает публике о сильном голосе певца и его мастерстве рассказывать истории»[10].
- Обозревательница испанского портала «METAL» Наталия Андреа Перес Эрнандес считает, что новый сингл Грейсона Ченса является хорошим примером того, что «более минималистичные и несложные мелодии могут донести до слушателей более честную и интересную историю». Она отмечает, что песня — «идеальный результат» долгого процесса изучения и открытия того, что Ченс хотел передать слушателям как артист и художник. По мнению Перес Эрнандес, песня звучит «отточенно и утонченно, но в то же время честно и грубо, иногда ближе к сказке или истории, чем к реальной песне, что хорошо говорит о лирических способностях» её автора[11].
- Тайский портал «Brickinfo» в своей рецензии называет песню «прекрасной… глубокой фортепианной балладой» и отмечает «глубокий и мощный голос» исполнителя, а также его «способность рассказывать истории на пике своей яркости». По мнению обозревателей портала сингл задаёт направление в музыке, в котором артист будет двигаться в ближайшее время, намекая на стиль предстоящего сольного альбома[12].
- Британский портал «House of Solo» в своей рецензии отмечает демонстрацию исполнителем «в высшей степени мощный голос», а также «яркие способности рассказывать истории». Портал указывает на то, что «эта песня знаменует собой отправную точку новой эры для артиста. Создавая глубоко личный бренд поп-музыки с уклоном в инди, Грейсон отправляет слушателей в путешествие от того, кем он был, к тому, кем он является сейчас.»[13].

### Комментарии
1. ↑  Согласно фотографиям, комментариям и пояснениям, опубликованным Ченсом в своём официальном аккаунте социальной сети «Инстаграм» 20 мая 2024 года в разделе «Stories».